# James Storm
James Allen Cox (1 de junio de 1977) es un luchador profesional estadounidense conocido por su trabajo en  TNA/Global Force Wrestling/Impact Wrestling bajo el nombre de James Storm.
Principalmente un luchador en parejas, Storm ha ganado 12 campeonatos en parejas durante su tiempo con TNA, ganando el Campeonato Mundial en Parejas de la NWA siete veces y el Campeonato Mundial en Parejas de la TNA cinco veces, sobre todo como un miembro de los equipos America's Most Wanted, junto a "Wildcat" Chris Harris y Beer Money, Inc., junto a Bobby Roode. En octubre de 2011, Storm ganó su primer campeonato mundial, cuando derrotó a Kurt Angle para ganar el Campeonato Mundial Peso Pesado de la TNA.

## Primeros años
James Cox fue un luchador amateur mientras estaba en la escuela secundaria. Además, fue un jugador de baloncesto y fue galardonado con una beca de la Universidad Estatal Austin Peay (a la que se vio obligado a renunciar después de lesionarse el hombro).

## Carrera en lucha libre profesional

### Carrera temprana (1997–2000)
La carrera de lucha libre profesional de Cox comenzó cuando fue entrenado por Kelly Wolfe, un veterano luchador en parejas en 1995. Su formación se vio obstaculizada por un hombro fracturado y Cox eventualmente abandonó la escuela de formación. Él volvió a entrenar con Shane Morton después el hombro ya había sanado.

### World Championship Wrestling (2000–2001)
Cox recorrió el circuito independiente del sureste de los Estados Unidos antes de firmar un contrato de desarrollo con World Championship Wrestling (WCW) en 2000. Cox hizo varias apariciones para World Championship Wrestling en WCW Worldwide y WCW Saturday Night en el mismo año como un jobber, donde asumió el nombre de "James Storm". Storm volvió al circuito independiente después de que WCW fuera vendida a la World Wrestling Federation en marzo de 2001.

### Total Nonstop Action Wrestling (2002-2014)

#### 2002–2006
Storm luchó contra su futuro compañero de equipo, Chris Harris, el 1 de junio de 2002. Como resultado de la lucha, ambos luchadores fueron contratados por la promoción Total Nonstop Action Wrestling (TNA). Se esperaba que ambos lucharan como luchadores individuales, pero en su lugar fueron colocaron en un equipo en pareja. Se llamaron "America's Most Wanted" porque, según Storm el nombre era una referencia a sus "problemas con la ley". Tormenta hizo su debut en TNA junto con Psicosis vs. The Johnsons.

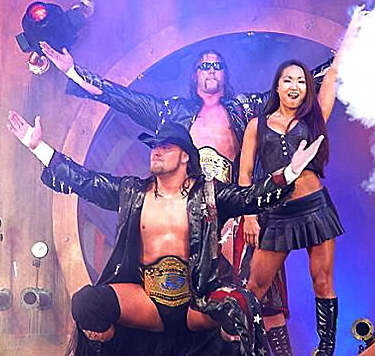
America's Most Wanted (Chris Harris & James Storm, acompañados por Gail Kim) en Total Nonstop Action Wrestling.

Storm apareció en el pago por visión inaugural de TNA el 19 de junio de 2002, y el equipo luchó por primera vez en el segundo pago por visión de TNA el 26 de junio de 2002. El equipo rápidamente se convirtieron en pilares fundamentales de la promoción e hicieron equipo con regularidad en los próximos años. Divisiones fueron dadas a entender a principios de 2003 y nuevamente en 2004, pero nada resultó de ellos.
Storm, junto con Harris, se convirtieron en heels a finales de 2005 ayudando a Jeff Jarrett a derrotar a Raven por el Campeonato Mundial Peso Pesado de NWA. Ellos fueron a formar parte de Planet Jarrett, adquiriendo las habilidades de mánager de Gail Kim en el proceso. La inclinación de Storm por usar sombreros de vaquero resultó en el equipo siendo abucheado a menudo como "Brokeback Mountain", una referencia a la película sobre vaqueros homosexuales, durante su período como heels. A mediados de 2006, darían otra vez más a entender su disolución debido a la falta de comunicación durante sus luchas, más notablemente cuando Harris golpeó accidentalmente con un cubo de basura a Storm durante un No Disqualification Match contra Team 3D (Brother Ray & Brother Devon). Durante su período como equipo, el dúo ganó el Campeonato Mundial en Parejas de NWA seis veces.
En el episodio del 14 de diciembre de 2006 de Impact!, el equipo llegó a su fin después de una lucha con The Latin American Xchange (Homicide & Hernández) cuando Storm golpeó a Harris con una botella de cerveza, "cegando" el ojo derecho de Harris. Storm pasaría a tener un feudo con Petey Williams antes de traicionar a Gail Kim y aliarse con Jacqueline Moore. Entonces él emprendió una enorme racha ganando la mayoría de sus luchas contra Petey Williams, Eric Young e incluso su propio excompañero de equipo Harris en su lucha de regreso, entre varios otros. En el pago por visión Sacrifice, Storm fue derrotado por su excompañero de equipo Harris en un Texas Death Match, lo que terminó su larga racha ganadora. Los dos se enfrentaron nuevamente en una lucha de clasificación para King of the Mountain donde ambos hombres se atacaron con armas y provocaron mutuamente a sangrar por la cabeza. Harris le aplicaría un «Spear» a Storm a través de la pared de un túnel, lo cual no le dio al árbitro otra opción más que darle la cuenta fuera a ambos.

#### 2007–2008

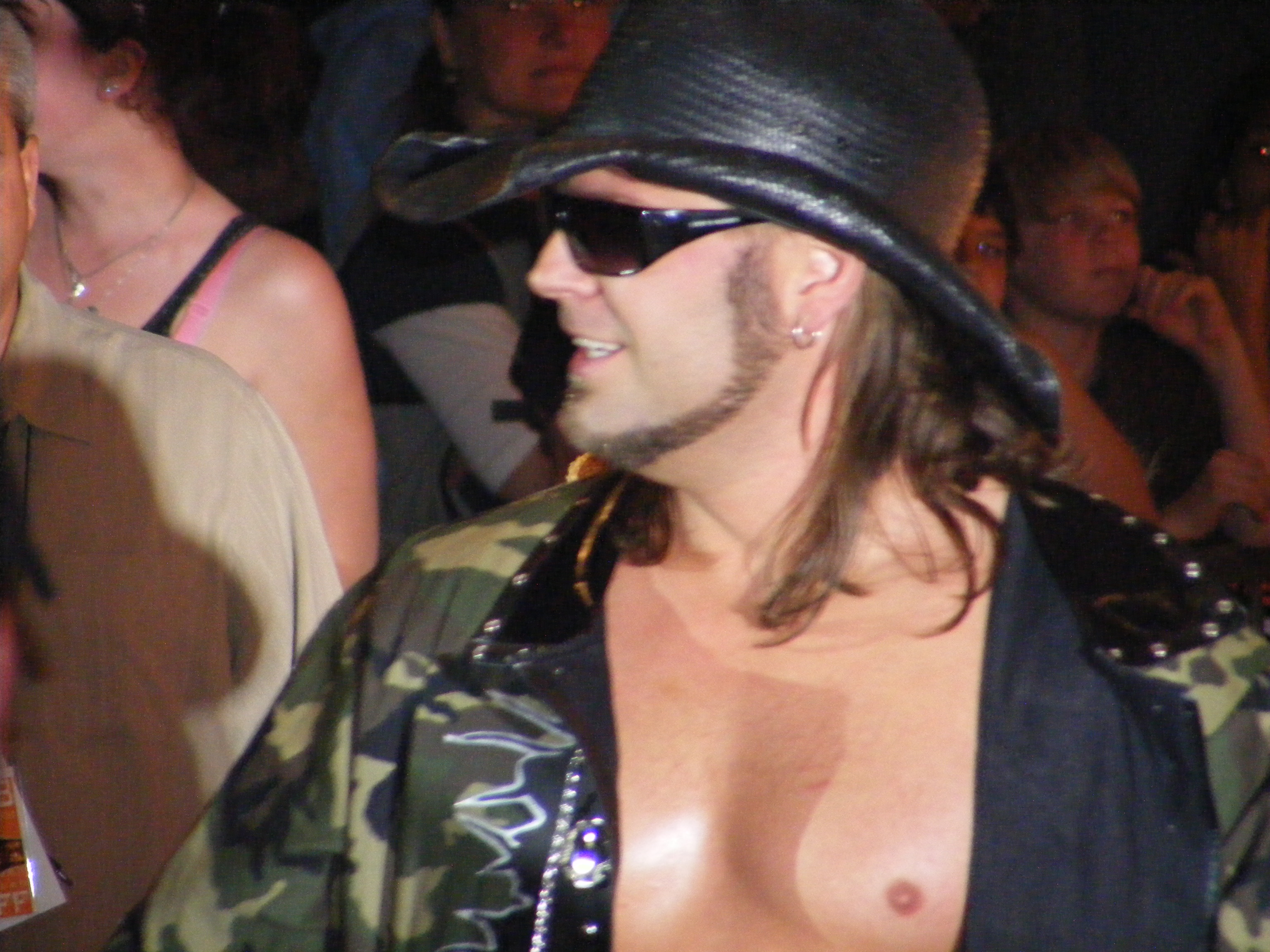
Storm usando su característico sombrero de cowboy.

Después de esto, hizo equipo con Robert Roode para derrotar a Eric Young y Rhino. Él y Jacqueline celebrarían la victoria de su equipo contra Rhino vertiendo cerveza en su boca, lo que enfureció a Rhino debido a que eso fue un recordatorio instantáneo de una historia de abuso de alcohol que venció, provocando así un feudo entre ellos. Mientras continuaban las semanas, Storm se burlaría de Rhino diciendo que "sabía que le gusta el alcohol" y continuando tratando de verter cerveza en la boca de Rhino después de cada vez que Rhino fuera vencido. Storm fue capaz de derrotar a Rhino en Victory Road después de golpear a Rhino con una botella de cerveza. Su feudo continuó con Storm otra vez derrotando a Rhino en un Bar Room Brawl en Hard Justice. Durante varias semanas, Storm aparecería en viñetas donde intentaría encontrar a Rhino en bares locales. Rhino entonces desafió a Storm a una lucha en No Surrender. Rhino derrotó a Storm por pinfall después de que él le aplicó un «Gore» a Storm a través de una mesa.
Después de Rhino fue lesionado, Storm comenzó un feudo con Eric Young sobre quién era el mejor bebedor. Young ganó el "Campeonato Mundial de Beber Cerveza" de Storm (un título no reconocido por TNA, en realidad un cinturón de juguete del Campeonato de WWE decorado con botellas de cerveza) y lo retuvo durante dos meses antes de perderlo de nuevo a Storm en un Ladder Match. A continuación, Rhino hizo su regreso de su lesión y procedió a aplicarle un «Gore» a Storm, retándolo a un Elevation X Match. Como había demostrado el Ladder Match con Eric Young, Storm tenía un temor a las alturas (kayfabe), una desventaja importante en un Elevation X. Después de dar a entender que iba a abandonar la lucha Storm terminó compitiendo en la misma y después de intentar esconderse dentro de la estructura del andamio, Storm terminó perdiendo la lucha y cayendo a través de una mesa en el ring abajo. Tras un par de semanas inactivo para sanar sus heridas (kayfabe), Storm volvió en el episodio del 27 de marzo de Impact!, atacando a Sting con una botella de cerveza. En el episodio del 4 de abril de Impact!, Matt Morgan le permitió a Storm unirse a Team Tomko de camino a Lockdown. En Lockdown, Storm, junto con Team Tomko perdió su lucha contra Team Cage. Storm entonces fue anunciado como uno de los "Egotistical Eight" a participar en el Deuces Wild Tournament, en el que tendría que aliarse con un compañero al azar, que posteriormente se reveló como su amargo rival, Sting. Storm entonces enfrentó a Sting en un No Disqualification Match que Sting ganó. En Sacrifice, Sting y Storm perdieron ante Team 3D.

#### 2008–2011

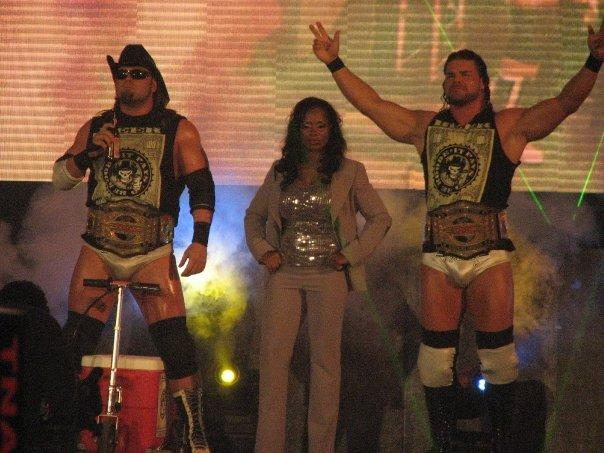
Beer Money como Campeones Mundiales en Parejas de la TNA.

En el episodio del 12 de junio de Impact!, Storm, junto a Robert Roode, desafió a LAX por el Campeonato Mundial en Parejas de la TNA. Storm y Roode lograron ganar la lucha tras un «Last Call» de Storm a Hernández con un cinturón alrededor de su bota. Héctor Guerrero (mánager de LAX), quien estaba en el ringside, informó al árbitro sobre lo que pasó y la lucha se reinició. LAX terminó reteniendo los títulos después de un «Border Toss» de Hernández a Storm. Después del combate, Storm, Roode y Jacqueline esposaron a LAX a los postes del ring y luego procedieron a atacarlos con correas de cuero. La semana siguiente en Impact!, LAX desafió a Storm y Roode a un Fan's Revenge Match en Victory Road por los títulos. El equipo de Storm y Roode (ahora conocido como "Beer Money, Inc.") perdió ante The Motor City Machine Guns (Alex Shelley & Chris Sabin) en una lucha y Samoa Joe y Kevin Nash en otra lucha más tarde en el episodio del 3 de julio de Impact! En Victory Road, LAX retuvo los títulos. En Hard Justice, Beer Money derrotó a LAX después de que Storm golpeó a Homicide con una botella de cerveza y ganaron el Campeonato Mundial en Parejas de la TNA por primera vez individualmente y como equipo. En No Surrender Beer Money, Inc. derrotó a LAX para retener los títulos y dos semanas después en Impact! derrotaron a LAX y consecuentemente Héctor Guerrero fue obligado a abandonar a LAX. En Bound for Glory IV Beer Money, Inc. ganó un Monster's Ball Match contra Matt Morgan y Abyss, Team 3D y LAX para retener los títulos. En el episodio del 8 de enero de 2009 de Impact! perdieron los títulos ante Jay Lethal y Consequences Creed, después de que Lethal cobrara su maletín Feast or Fired. En Genesis Beer Money, Inc. ganaron los Campeonatos Mundiales en Parejas de la TNA cuando James Storm y Robert Roode derrotaron a Matt Morgan y Abyss y Jay Lethal y Consequences Creed en un Three-Way Match. Beer Money, Inc. enfrentó a Lethal y Creed en Against All Odds, después de que Lethal y Creed ganaran una lucha por una oportunidad por los títulos contra Matt Morgan y Abyss. Eventualmente Beer Money, Inc. retuvo los campeonatos después de que Storm le aplicara un «Last Call» a Lethal. En Lockdown, Beer Money, Inc. perdió los Campeonatos Mundiales en Parejas de TNA ante Team 3D en una Philadelphia Street Fight, donde los Campeonatos en Parejas de IWGP de Team 3D también estaban en juego.

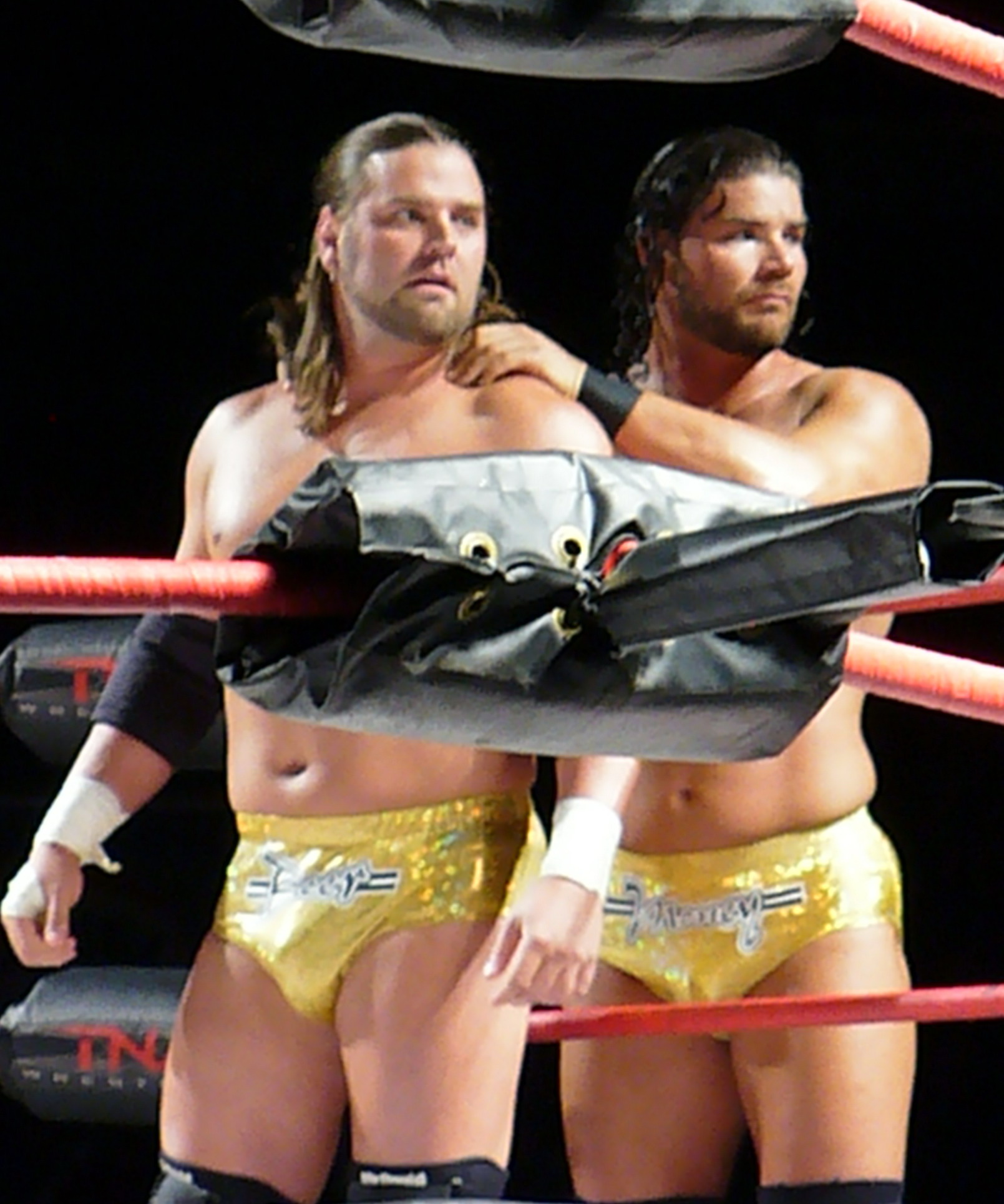
Beer Money; Storm (izq.) y Roode.

En mayo de 2009, Beer Money, Inc. entró en el Team 3D Invitational Tag Team Tournament, durante el cual se volvieron faces. En Sacrifice, Beer Money, Inc. derrotó a The British Invasion (Brutus Magnus & Doug Williams) para ganar el torneo y ganar el derecho a desafiar a Team 3D por el Campeonato Mundial en Parejas de la TNA. En Slammiversary, Beer Money, Inc. derrotó a Team 3D para ganar el Campeonato Mundial en Parejas por tercera vez. Al mes siguiente en Victory Road, Beer Money, Inc. perdió los títulos ante Booker T y Scott Steiner de The Main Event Mafia. Los dos equipos verían su feudo intervenir con el de Team 3D y The British Invasion, provocando una guerra de cuatro vías que iba duraría por los próximos tres meses. Beer Money, Inc. llegaría a perder ante The British Invasion en una lucha por los Campeonatos en Parejas de IWGP en Hard Justice, ganar un Lethal Lockdown en No Surrender (haciendo equipo con Team 3D contra The Main Event Mafia y The British Invasion) y perdiendo un Four-Way Full Metal Mayhem en Bound for Glory por los Campeonatos en Parejas de la TNA y IWGP, con Team 3D ganando el Campeonato en Parejas de IWGP y The British Invasion ganando el Campeonato Mundial en Parejas de TNA. Beer Money, Inc. fueron permitidos un último intento por los títulos en el siguiente Impact!, donde ellos lucharon contra The British Invasion en un Six Sides of Steel Match. Brutus Magnus tendría a su equipo descalificado por darle un puñetazo al árbitro, causando que él y Doug Williams retuvieran el campeonato. En el episodio del 12 de noviembre de Impact! Beer Money, Inc. derrotó a The British Invasion en un combate no titular para unirse a The Motor City Machine Guns en el combate por el Campeonato Mundial en Parejas en Turning Point. En el pago por visión The British Invasion logró retener los títulos después de que Kevin Nash golpeara a Storm con el cinturón del Campeonato Global de TNA. En Genesis Storm y Roode anotaron una victoria sobre The Band de Kevin Nash y Syxx-Pac.

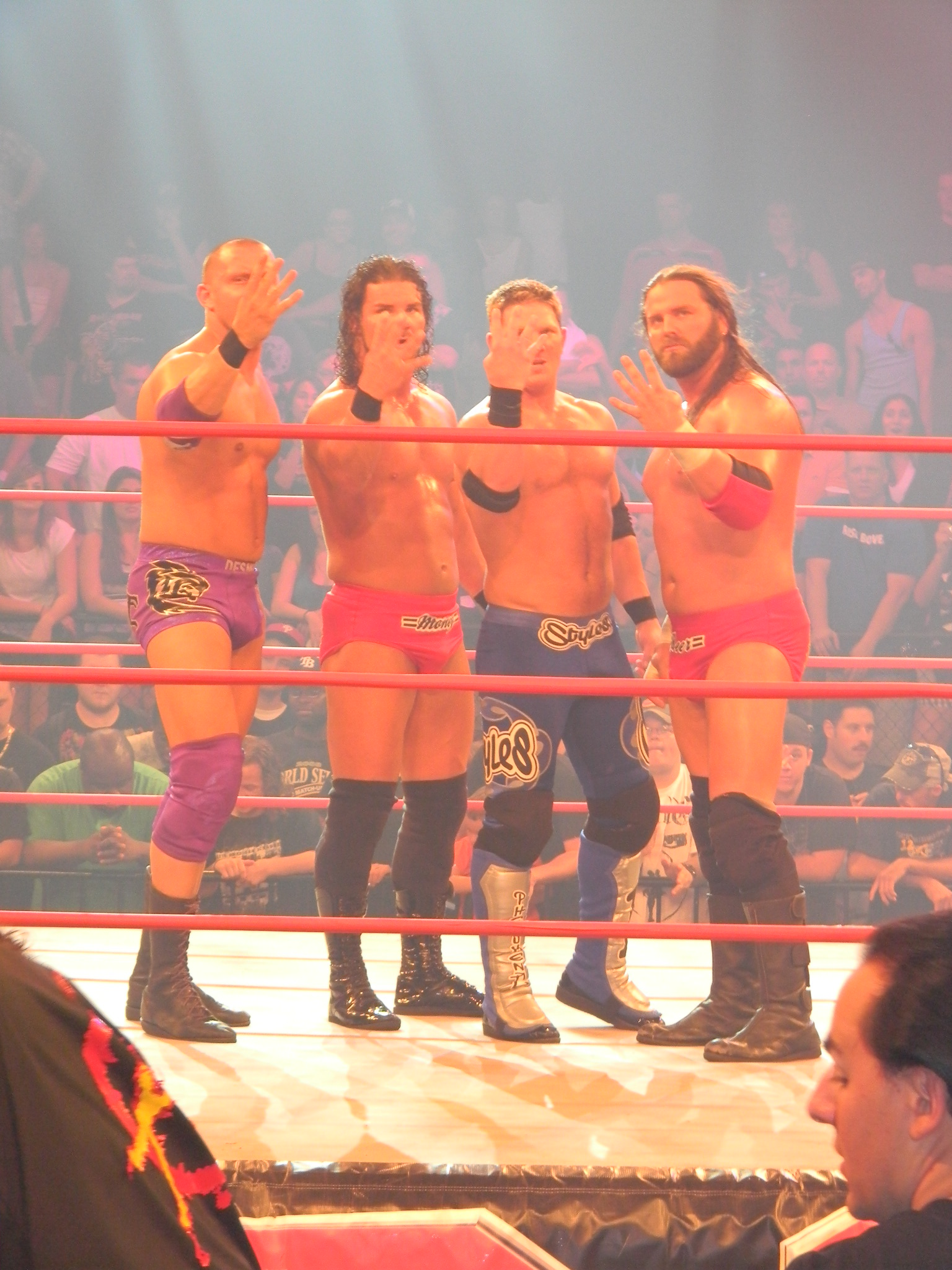
Fourtune: (de izq. a derecha) Desmond Wolfe, Robert Roode, A.J. Styles y Storm.

Con Hulk Hogan y Eric Bischoff apoderándose de TNA a principios del 2010, el tiempo en televisión de Beer Money, Inc. se redujo significativamente. A su regreso a Impact!, Beer Money, Inc. se convirtieron en heels en el episodio del 8 de marzo de Impact! primero ofreciéndose para hacer frente a Jeff Jarrett en un Handicap Match y luego derrotándolo después de un «Low Blow» y un «DWI», alegando que era la única manera que iban a llamar la atención de la nueva administración. Storm y Roode desde entonces actuaron como secuaces de Bischoff, haciéndose cargo de los luchadores con los que este tenía problemas, a menudo en situaciones de dos contra uno. En Destination X Beer Money, Inc. desafiaron a Matt Morgan y Hernández por el Campeonato Mundial en Parejas de TNA, pero fueron incapaces de destronar a los campeones defensores. En Lockdown Beer Money, Inc., junto a Sting y Desmond Wolfe, representaron a Team Flair en el anual Lethal Lockdown Match, donde fueron derrotados por Team Hogan (Abyss, Jeff Jarrett, Rob Van Dam y Jeff Hardy). Ellos entonces empezaron un feudo con el recién formado equipo de Jeff Hardy y Mr. Anderson, quienes pasarían a derrotarlos en Slammiversary VIII. En el siguiente episodio de Impact! Ric Flair, quien se había aliado con Storm, Roode, A.J. Styles, Desmond Wolfe y Kazarian, anunció que reformaría a los Four Horsemen bajo el nuevo nombre de Fourtune, indicando que cada uno de ellos tendría que ganar sus puestos en el grupo y que para que Storm y Roode ganasen sus puestos, necesitaban convertirse en el Ole Anderson y Tully Blanchard del grupo. Después de que el Campeonato Mundial en Parejas de TNA fue dejado vacante en junio, Beer Money, Inc. entró en un torneo de dos semanas para decidir quién iba a enfrentar a The Motor City Machine Guns por los títulos en Victory Road. Beer Money, Inc. avanzaron para el combate por el título en el pago por visión al vencer a Team 3D y Ink Inc. (Jesse Neal & Shannon Moore). En Victory Road Beer Money fue derrotado por The Motor City Machine Guns en la lucha por el Campeonato Mundial en Parejas. Después de Victory Road Beer Money entró a un Best of Five Series con The Motor City Machine Guns por el Campeonato Mundial en Parejas de TNA. Beer Money, Inc. ganó las dos primeras luchas, un Ladder Match y un Street Fight, después de noquear a sus oponentes con botellas de cerveza. En el episodio del 29 de julio de Impact!, Ric Flair anunció que Storm y Roode, que estaban solo a una victoria de convertirse en los nuevos Campeones Mundiales en Parejas de TNA, habían ganado el derecho de unirse a él, Styles y Kazarian para convertirse en los últimos dos miembros de Fourtune. Sin embargo, Shelley y Sabin ganaron las dos luchas siguientes en el Best of Five Series, un Steel Cage Match y un Ultimate X Match, que empató el marcador a 2-2 y preparó una lucha decisiva para el episodio del 12 de agosto de Impact!. En el episodio del 12 de agosto de Impact! Beer Money, Inc. fue derrotado en un Two-out-of-Three Falls Match y perdieron como resultado el Best of Five Series 2–3. Más tarde esa noche Douglas Williams y Matt Morgan fueron añadidos a Fourtune cuando el stable atacó a EV 2.0, un stable compuesto de antiguos luchadores de Extreme Championship Wrestling. En las semanas previas a Bound for Glory, el nombre del stable fue retocado a Fortune para representar la expansión del número de miembros del grupo. En Bound for Glory Storm, Roode, Styles, Kazarian y Morgan fueron derrotados en un Lethal Lockdown Match por los miembros de EV 2.0 Tommy Dreamer, Raven, Rhino, Sabu y Stevie Richards. En el siguiente episodio de Impact! Fortune formó una alianza con el nuevo stable de Hulk Hogan y Eric Bischoff, Immortal. En Turning Point Fortune derrotó a EV 2.0 y como resultado, Sabu de EV 2.0 fue liberado de la TNA. El mes siguiente en Final Resolution, Storm y Roode regresaron a la escena del Campeonato Mundial en Parejas de TNA derrotando a Ink Inc. en una lucha para decidir a los retadores al título. El 9 de enero de 2011 en Genesis, Beer Money, Inc. derrotaron a The Motor City Machine Guns para ganar el Campeonato Mundial en Parejas de la TNA por cuarta vez.
En el episodio del 3 de febrero de Impact!, Fortune se volvieron faces atacando a Immortal, cuando interfirieron en una lucha por el Campeonato Mundial Peso Pesado de TNA entre Mr. Anderson y Jeff Hardy. Ric Flair, quien no tomó parte del giro de Fortune debido a una lesión, regresó en las grabaciones del 14 de febrero del episodio del 17 de febrero de Impact!, traicionando a Fortune y saltando a Immortal. El 17 de abril en Lockdown, Storm, Roode, Kazarian y Christopher Daniels, quien sustituyó a un lesionado A.J. Styles, derrotaron a los representantes de Immortal Ric Flair, Abyss, Bully Ray y Matt Hardy en un Lethal Lockdown Match. El mes siguiente en Sacrifice, Beer Money, Inc. defendió con éxito el Campeonato Mundial en Parejas de TNA contra los representantes de Immortal Matt Hardy y Chris Harris, quien había hecho su regreso sorpresa a TNA en el episodio anterior de Impact Wrestling. En el siguiente episodio de Impact Wrestling, Immortal atacó a Roode, dejándolo inactivo con una lesión en el hombro en storyline. Dos semanas más tarde, Eric Bischoff intentó despojar a Beer Money, Inc. de su Campeonato Mundial en Parejas de la TNA debido a la lesión de Roode, pero fue interrumpido por el antiguo rival de los campeones Alex Shelley, quien accedió a tomar el lugar de Roode en la defensa del título contra The British Invasion en Slammiversary IX. En el pago por visión, Storm y Shelley fueron exitosos en su defensa del título. Roode hizo su regreso en el episodio del 23 de junio de Impact Wrestling, en una lucha en parejas en donde él y Storm fueron derrotados por Crimson y Matt Morgan. El 13 de julio, Beer Money, Inc. se convirtieron en los Campeones Mundiales en Parejas de TNA con el reinado más largo en la historia del título, rompiendo el anterior récord de 184 días fijado por A.J. Styles & Tomko en 2007. El 7 de agosto en Hardcore Justice, Beer Money, Inc. defendió con éxito el Campeonato Mundial en Parejas de la TNA contra Mexican America (Anarquía & Hernández). Dos días después, en las grabaciones del episodio del 18 de agosto de Impact Wrestling, Mexican America derrotó a Beer Money, Inc. en una revancha, tras un interferencia de Jeff Jarrett, para ganar el Campeonato Mundial en Parejas de TNA, terminando con el reinado récord de Storm y Roode en 212 días.

#### 2011–2012
Desde junio hasta septiembre, Storm fue uno de los doce participantes en el Bound for Glory Series para determinar al retador número uno al Campeonato Mundial Peso Pesado de TNA. Cuando concluyó la fase de grupos del torneo, Storm terminó entre los cuatro primeros y así avanzó a las finales en No Surrender junto a Robert Roode, Bully Ray y Gunner. El 11 de septiembre en No Surrender, Storm fue descalificado en su lucha contra Bully Ray, eliminándolo del torneo. Después de que Roode, que pasó a ganar el torneo, no pudo ganar el Campeonato Mundial Peso Pesado de TNA de Kurt Angle en Bound for Glory, Storm recibió su oportunidad por el título y el 18 de octubre, en las grabaciones del episodio del 20 de octubre de Impact Wrestling, derrotó a Angle para convertirse en el nuevo Campeón Mundial Peso Pesado de TNA. Solo ocho días más tarde, en las grabaciones del episodio del 3 de noviembre de Impact Wrestling, Storm perdió el título ante Bobby Roode, después de que usó la botella de cerveza de Storm en contra suya, convirtiéndolo en heel en el proceso y disolviendo efectivamente Beer Money, Inc. Storm y Roode tuvieron una revancha por el título la semana siguiente. Como consecuencia de un ataque tras bastidores, Storm entró a la lucha sangrando y eventualmente perdió, tras desmayarse debido a la pérdida de sangre. En el episodio del 17 de noviembre de Impact Wrestling, Storm fue atacado por Kurt Angle, quien hacía su regreso, quien en el proceso reveló que él también lo había agredido antes del combate por el título de la semana anterior. El 11 de diciembre en Final Resolution, Storm derrotó a Angle. El 8 de enero de 2012 en Genesis, Storm fue derrotado por Angle en una revancha. En el siguiente episodio de Impact Wrestling, Storm derrotó a Angle para convertirse en el contendiente número uno al Campeonato Mundial Peso Pesado de TNA. Sin embargo, la semana siguiente Storm fue puesto en otra lucha por su título de contendiente número uno contra Jeff Hardy, que terminó sin resultado tras una interferencia de Bully Ray y Bobby Roode. El 12 de febrero en Against All Odds, Storm fue incapaz de capturar el Campeonato Mundial Peso Pesado de la TNA de Roode en un Four-Way Match, que también incluyó a Bully Ray y Jeff Hardy. En el episodio del 16 de febrero de Impact Wrestling, Storm derrotó a Bully Ray para convertirse en el contendiente número uno al Campeonato Mundial Peso Pesado de la TNA de Roode en Lockdown. El 18 de marzo en Victory Road, Storm derrotó a Bully Ray en una revancha para conservar su lugar como contendiente número uno. El 15 de abril en Lockdown, Storm no logró recuperar el Campeonato Mundial Peso Pesado de TNA en una jaula de acero, después de accidentalmente hacer caer a Roode fuera de ella después de un «Last Call» para ganar.
Después de un descanso de dos meses de TNA, Storm regresó el 10 de junio en Slammiversary X, respondiendo al desafío abierto de Crimson, derrotándolo y poniendo fin a su racha invicta en TNA. En el siguiente episodio de Impact Wrestling, Storm entró en 2012 Bound for Glory Series para tener otra oportunidad por el Campeonato Mundial Peso Pesado de TNA, derrotando a otros diez hombres para ganar un Gauntlet Match y tomar la delantera en el torneo. En el episodio del 30 de agosto de Impact Wrestling, Storm luchó su partido de la fase final del grupo y, por segundo año consecutivo, terminó en los primeros cuatro, avanzando a la final del torneo. El 9 de septiembre en No Surrender, Storm fue eliminado del torneo, después de perder ante Bully Ray en su lucha semifinal, tras interferencia de Bobby Roode. En el episodio del 20 de septiembre de Impact Wrestling, Storm desafió a Roode a una lucha como parte de la Open Fight Night. La lucha terminó sin resultado cuando el árbitro Brian Hebner no pudo controlar a los dos rivales peleándose sin control. La rivalidad entre Storm y Roode culminó el 14 de octubre en Bound for Glory en un Street Fight, con King Mo sirviendo como el enforcer especial invitado, que fue ganado por Storm. El 11 de noviembre en Turning Point, Storm derrotó a A.J. Styles y Bobby Roode en un Three-Way Match para convertirse en el contendiente número uno al Campeonato Mundial Peso Pesado. Sin embargo, en el siguiente episodio de Impact Wrestling, Storm perdió su título de contendiente número uno a Roode. El 9 de diciembre en Final Resolution, Storm derrotó a Kazarian.

#### 2013
Storm derrotó a Kazarian otra vez en el episodio del 3 de enero de 2013 de Impact Wrestling, empezando una rivalidad con él y Christopher Daniels. El 13 de enero en Genesis, Storm fue derrotado por Daniels en una lucha por una oportunidad por el Campeonato Mundial Peso Pesado de TNA. El 10 de marzo en Lockdown, Team TNA, consistiendo en Storm, Eric Young, Magnus, Samoa Joe y Sting derrotaron a los Aces & Eights, consistentes en Devon, DOC, Garett Bischoff, Mike Knox, y Mr. Anderson en un Lethal Lockdown Match. En el episodio del 14 de marzo de Impact Wrestling, Storm derrotó a su ex rival Christopher Daniels. Posteriormente, fue atacado por Daniels y Kazarian antes de ser salvado y al final agredido por A.J. Styles, quien hacía su regreso. En las semanas siguientes, Storm le exigió a Styles explicar sus acciones, pero Styles permaneció mudo. Storm finalmente se enfrentó a Styles en el episodio del 18 de abril de Impact Wrestling, donde Styles ganó por sumisión con su nueva llave de sumisión, el «Calf Killer». El 26 de abril de 2013, Storm desafió sin éxito a Devon por el Campeonato de la Televisión de la TNA durante un house show en Erie, Pennsylvania.
En el episodio del 9 de mayo de Impact Wrestling, Storm fue elegido como el árbitro especial invitado para la lucha por una oportunidd por el Campeonato Mundial en Parejas de TNA entre Bad Influence (Christopher Daniels & Kazarian) y Bobby Roode & Austin Aries; la lucha terminó sin resultado después de que Storm atacó a Aries y Daniels con un «Last Call» antes de marcharse del ring. Luego, Storm fue atacado por ambos equipos tras bastidores. La semana siguiente, Storm anunció que en Slammiversary, él y un compañero de su elección se enfrentarían a Bad Influence, Aries & Roode y a los Campeones Mundiales en Parejas de TNA Chavo Guerrero & Hernández en un Four-Way Elimination Match por el título. En el episodio del 23 de mayo de Impact Wrestling, Storm eligió a Gunner como su compañero de equipo. El 2 de junio en el pago por visión, Storm y Gunner ganaron la lucha eliminando últimos a Roode y Aries para ganar el Campeonato Mundial en Parejas de la TNA, dando su quinto reinado individual a Storm. Storm y Gunner volvieron en el episodio del 8 de agosto de Impact Wrestling, haciendo equipo con ODB para derrotar a The BroMans (Jessie Godderz & Robbie E) y Mickie James en una lucha de equipos mixtos de seis personas. El 20 de octubre en Bound for Glory, Storm y Gunner perdieron el Campeonato Mundial en Parejas ante The BroMans en su primera defensa del título, poniendo fin a su reinado en 140 días. Storm y Gunner recibieron su revancha en el episodio del 31 de octubre de Impact Wrestling, pero nuevamente fueron derrotados por The BroMans.

#### 2014
Después de perder los Campeonatos Mundiales en Parejas de TNA, Storm comenzó un feudo con Gunner después de que Gunner le quitó su maletín Feast or Fired a Storm, que contenía un contrato por una lucha por el Campeonato Mundial Peso Pesado de TNA. En el episodio del 2 de enero de Impact Wrestling, por primera vez en más de 2 años, Storm hizo equipo con su excompañero de Beer Money Inc., Bobby Roode, para derrotar a Gunner y Kurt Angle en una lucha en parejas. En el episodio del 30 de enero de Impact Wrestling, Storm le pidió disculpas a Gunner por sus acciones anteriores, y más tarde esa noche ganó una lucha en parejas con Gunner contra Bad Influence. En el episodio del 20 de febrero de Impact Wrestling, Storm le costó a Gunner su lucha Feast or Fired contra Magnus por el Campeonato Mundial Peso Pesado de TNA, por lo que Storm se volvió heel en el proceso. El 9 de marzo en Lockdown, Gunner derrotó a Storm en un Steel Cage Last Man Standing Match. En el episodio del 20 de marzo de Impact Wrestling, después de que Storm se discutió con el padre de Gunner, Gunner atacó a Storm, pero Storm logró esposarlo a la cuerda media y amenazó a padre de Gunner en el ringside. Storm luego se alejó, pero regresó para romperle una botella de cerveza sobre la cabeza a Gunner. El 27 de marzo ambos hombres lucharon en un No Disqualification, No Countout Match en donde Gunner resultó victorioso. El 27 de abril en Sacrifice Gunner derrotó a Storm en un I Quit Match.
El 1 de mayo de 2014, Mr. Anderson atacó a James Storm después de que Storm perdió ante Willow, esto fue en represalia debido a que Storm le costó a Anderson una oportunidad por el Campeonato Mundial Peso Pesado de TNA antes en la noche cuando Storm intentó atacar al oponente de Anderson, Gunner e inadvertidamente golpeó a Anderson. El 22 de mayo, Mr. Anderson desafió a Storm a un concurso de beber (bebendo él cerveza sin alcohol, mientras que Storm estaba bebiendo cerveza regular), luego lo atacó fuera del bar. En el episodio del 5 de junio de Impact Wrestling, Anderson se hizo pasar por Storm, usando la música de entrada antigua de Storm, y luego atacó a Storm después de que este se negó a concederle una lucha. Después de que Anderson perdió la pelea, la lucha fue fijada para Slammiversary. En Slammiversary Storm hizo su última aparición perdiendo ante Mr. Anderson, posteriormente fue liberado de su contrato.

### WWE (2015)

#### NXT Wrestling (2015)
Luego de varios rumores sobre su posible debut en WWE se confirmó que oficialmente Storm había firmado con WWE. El 21 de octubre, hizo su debut televisivo en NXT. El 8 de diciembre derrotó a Adam Rose después de una «Superkick» en el 2016 Storm declino una oferta de contrato de WWE debido a la falta de pago a comparación con su oferta a la TNA después James Storm volvió a TNA dejando WWE.

### Regreso a Total Nonstop Action Wrestling (2016-2017)
James Regreso en el debut de TNA en PoP.TV Cuando salva a Boddy Roode de un ataque y se rumoreó que regresara el equipo de Beer Money. Tuvo un feudo con EC3 y poco después tuvo oportunidades por Campeonato Mundial Peso Pesado de TNA contra bobby lashley pero las perdió todas.

### Salida de Total Nonstop Action Wrestling (2017-2018)
De esta forma, James Storm ha anunciado su salida de TNA. En un principio, se creía que Storm había decidido colgar las botas, pero el propio luchador ha confirmado que no es así. Storm probará suerte en otro proyectos relacionados con el mundo del wrestling. 
Junto a Abyss, era el luchador más veterano del roster. Storm debutó en la compañía en junio de 2002 y deja tras su carrera un total de 13 ostentaciones de los títulos de parejas y un campeonato mundial de pesos pesados.

### Circuito independiente (2017–presente)
Storm se enfrentó a Keith Lee en la primera ronda de la Copa Mundial de Lucha Pro USA, lo que provocó que Storm perdiera el partido.
Storm hizo su debut en ICW en el ring como una cara el 11 de febrero contra Jack Jester en la séptima edición anual de Square Go en un combate número uno para el Campeonato Mundial de Peso Pesado de ICW, en el que Storm salió victorioso. Se anunció el 4 de abril que Storm competiría el 29 de abril en Barramania 4, haciendo equipo con Ravie Davie contra Bram e Iestyn Rees. Durante ese partido, Storm se volvió contra Davie y lo golpeó con dos botellas de cerveza y una súper patada de Last Call, lo que le dio un golpe en el proceso.
El 9 de julio de 2018, Amazon Video lanzó una serie llamada Dojo Pro Wrestling que presenta un torneo de 12 luchadores profesionales, incluido James Storm. 

### National Wrestling Alliance (2019-2020)
Después de que Billy Corgan compró National Wrestling Alliance, Storm se convirtió en un miembro regular de la lista. Luchó contra Nick Aldis para el Campeonato Mundial de Peso Pesado de NWA en NWA New Year Clash, pero fue derrotado. Después de que Colt Cabana derrotó a Willie Mack y ganó el Campeonato Nacional Pesado de NWA, Storm lo retó a un combate por el título. El combate ocurrió durante el programa de televisión ROH el 29 de junio de 2019, con Storm ganando el título. Sin embargo, perdió el título contra Cabana el 1 de octubre de 2019, durante las grabaciones de NWA Power. El 18 de septiembre de 2020, el contrato de Storm expiró con NWA y se convirtió en agente libre. El 10 de noviembre de 2020, Storm y Eli Drake perdieron los Campeonatos Mundiales de Parejas de NWA ante Aaron Stevens y JR Kratos en UWN Primetime Live.

### Segundo regreso a Impact Wrestling (2020-2021)
El 24 de octubre de 2020, en Bound for Glory, Storm hizo una aparición no anunciada como participante en el combate Call Your Shot, que no pudo ganar ya que fue eliminado por Sami Callihan. En Turning Point el 14 de noviembre, Storm se asoció con Chris Sabin para derrotar a XXXL (Acey Romero y Larry D).
En el episodio del 19 de enero de 2021 de Impact, Storm regresó como compañero de equipo de Chris Sabin en una derrota ante Private Party (Isiah Kassidy y Marq Quen) en un combate No. 1 Tag Team Contender.

## Otros medios
Cox protagonizó la película de terror de 2011 Death from Above, junto a sus compañeros luchadores Kurt Angle, Sid Eudy, Matt Morgan, Terry Gerin y Jessica Kresa.
En 2011, Cox protagonizó el videoclip del dúo Montgomery Gentry "Longnecks & Rednecks" y más tarde lo utilizó como su video y canción de entrada.

### Filmografía
| Año  | Título           | Personaje      |
| ---- | ---------------- | -------------- |
| 2011 | Death from Above | Gunnar Halgrim |

## Vida personal
Cox tiene una hija, nacida en 2005. Se casó con Dani McEntee el 30 de marzo de 2011. El primer hijo de ambos, Mason James, nació el 20 de enero de 2012.

## En lucha
- Movimientos finales
  - Last Call[5] (Superkick)[3]

- Movimientos de firma

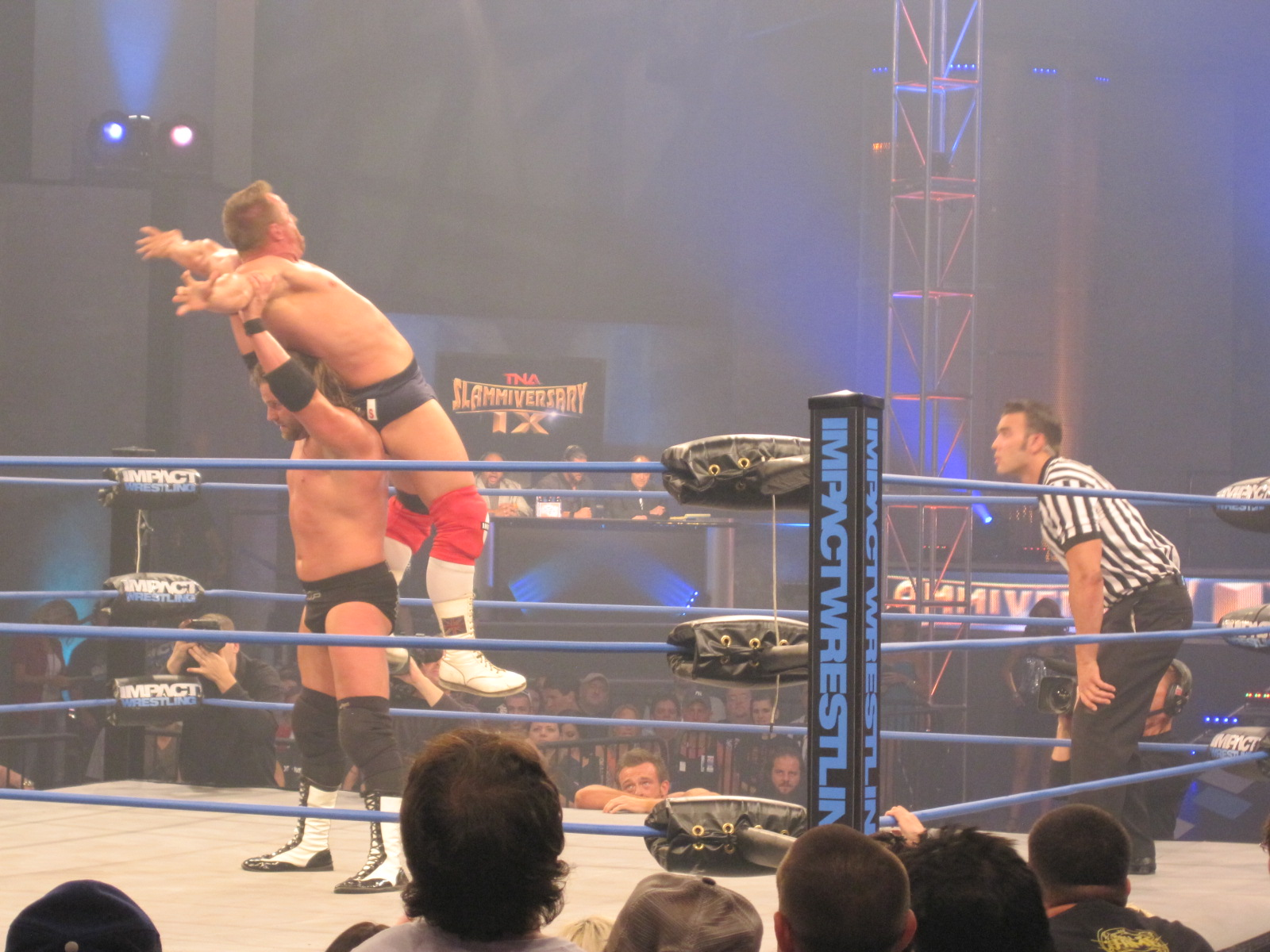
Storm aplicando el Eye of the Storm a Douglas Williams.

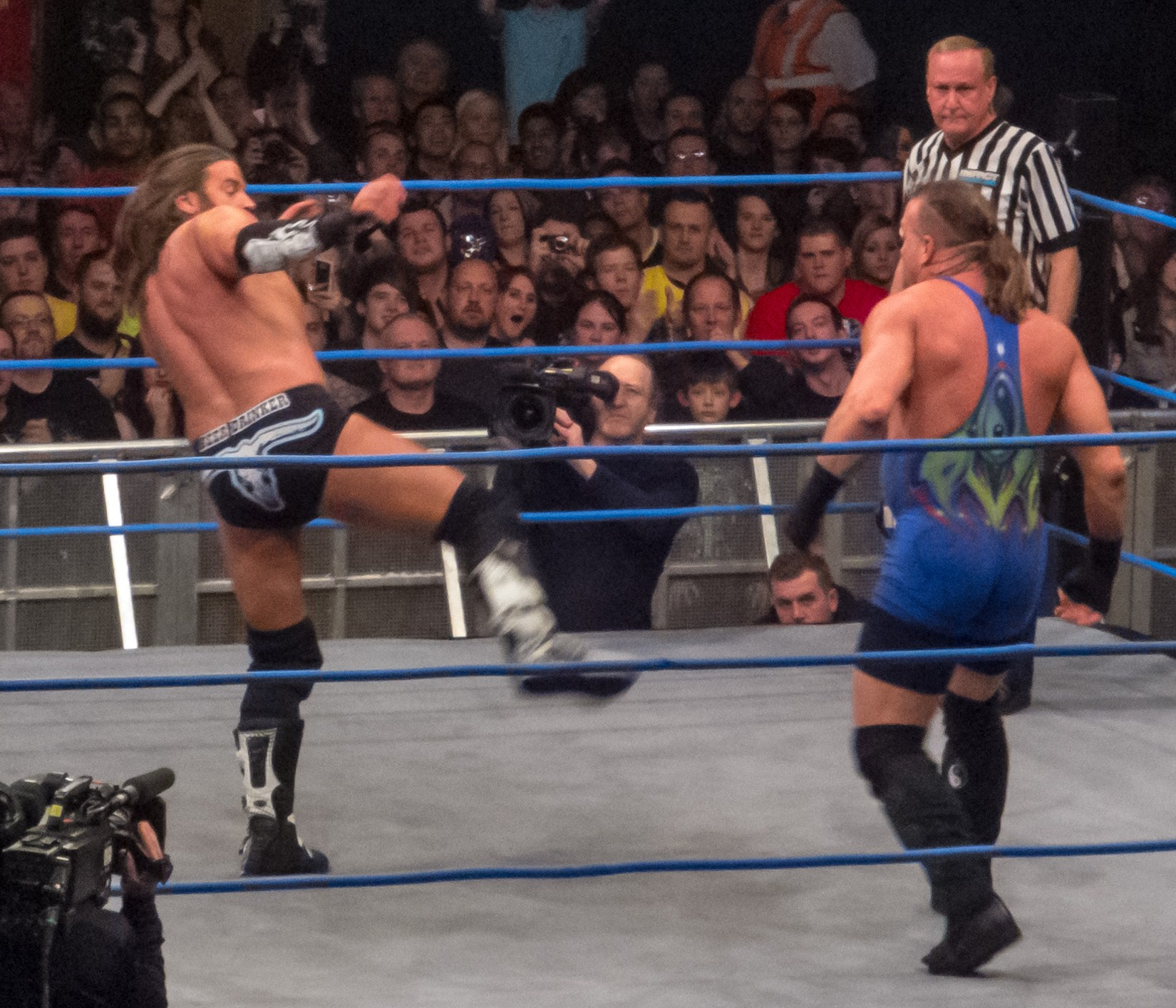
Storm aplicando un Last Call a Rob Van Dam.

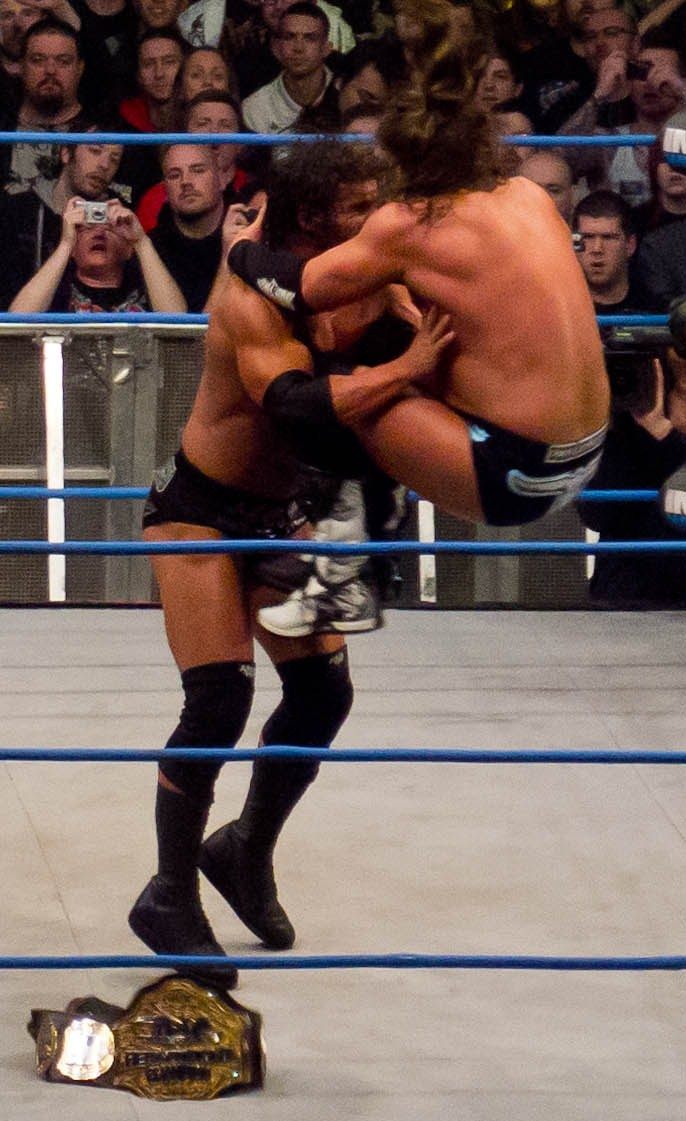
Storm aplicando el Closing Time a Bobby Roode.

  - Closing Time (Double knee facebreaker)[104]
  - Double knee backbreaker[105]
  - Eight Second Ride[3] (Spinning bulldog)
  - Eye of the Storm[105] (Spinning crucifix toss)
  - Jumping high kick
  - Sharpshooter[3]
  - Hanging DDT
  - Scoop Powerslam
  - Butterfly Slam(Double Underhook Slam)
  - Spear[3]
  - Swinging Noose[3] (Inverted tornado DDT)

- Con Gunner
  - Movimientos finales en equipo
    - Combinación de Powerslam (Gunner) / Running neckbreaker (Storm)

- Con Robert / Bobby Roode
  - Movimientos finales en equipo
    - DWI – Drinking While Investing[106] (Combinación de powerbomb (Storm) / neckbreaker slam (Roode))

  - Movimientos de firma en equipo
    - Assisted swinging side slam[107]
    - Catapult de Roode o Gunner hacia un DDT de Storm[18][108]
    - Combinación de Clothesline (Roode) / Double knee backbreaker (Storm)[21]
    - Double suplex, con burlas[109]
    - Scoop slam de Roode seguido por elbow drops de Roode y Storm[109]
    - Combinación de Samoan drop (Storm) / Diving neckbreaker (Roode)[110]
    - Combinación de Spinning spinebuster (Roode) / Double knee backbreaker (Storm)[109]
    - Combinación de Wheelbarrow facebuster (Roode) / Double knee facebreaker (Storm)[111]

- Con Chris Harris
  - Movimientos finales en equipo
    - Death Sentence (Combinación de Bearhug (Storm) / Diving leg drop (Harris))[112]

  - Movimientos de firma en equipo
    - Combinación de Bearhug / Lariat[112]

- Mánagers
  - Gail Kim[3]
  - Jacqueline[3]
  - Ric Flair[3]

- Apodos
  - "The Tennessee Cowboy"[3]
  - "The Cowboy"[3]

## Campeonatos y logros
- Frontier Elite Wrestling

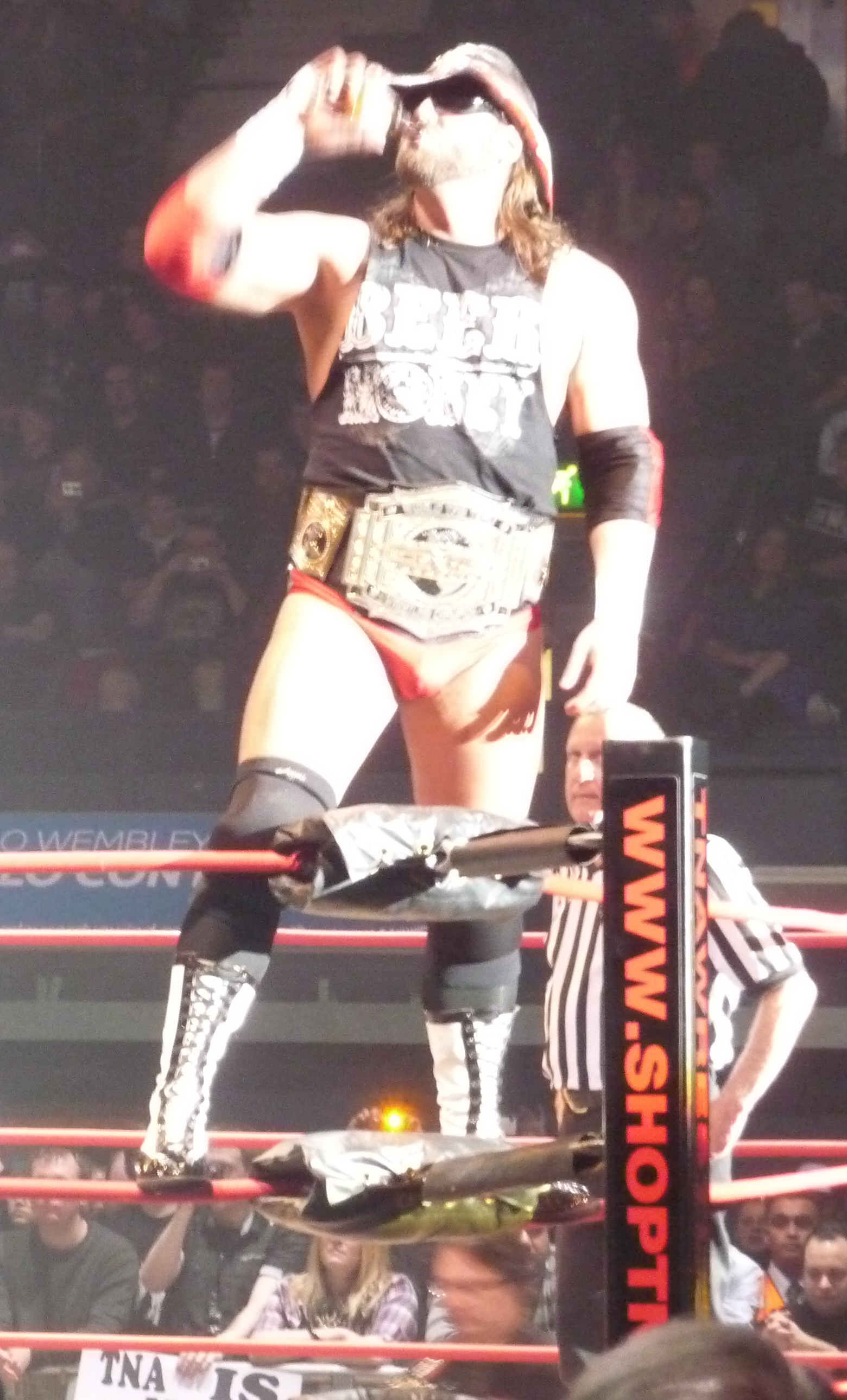
Storm es un 12 veces (cinco veces TNA y siete veces NWA) Campeón Mundial en Parejas en TNA.

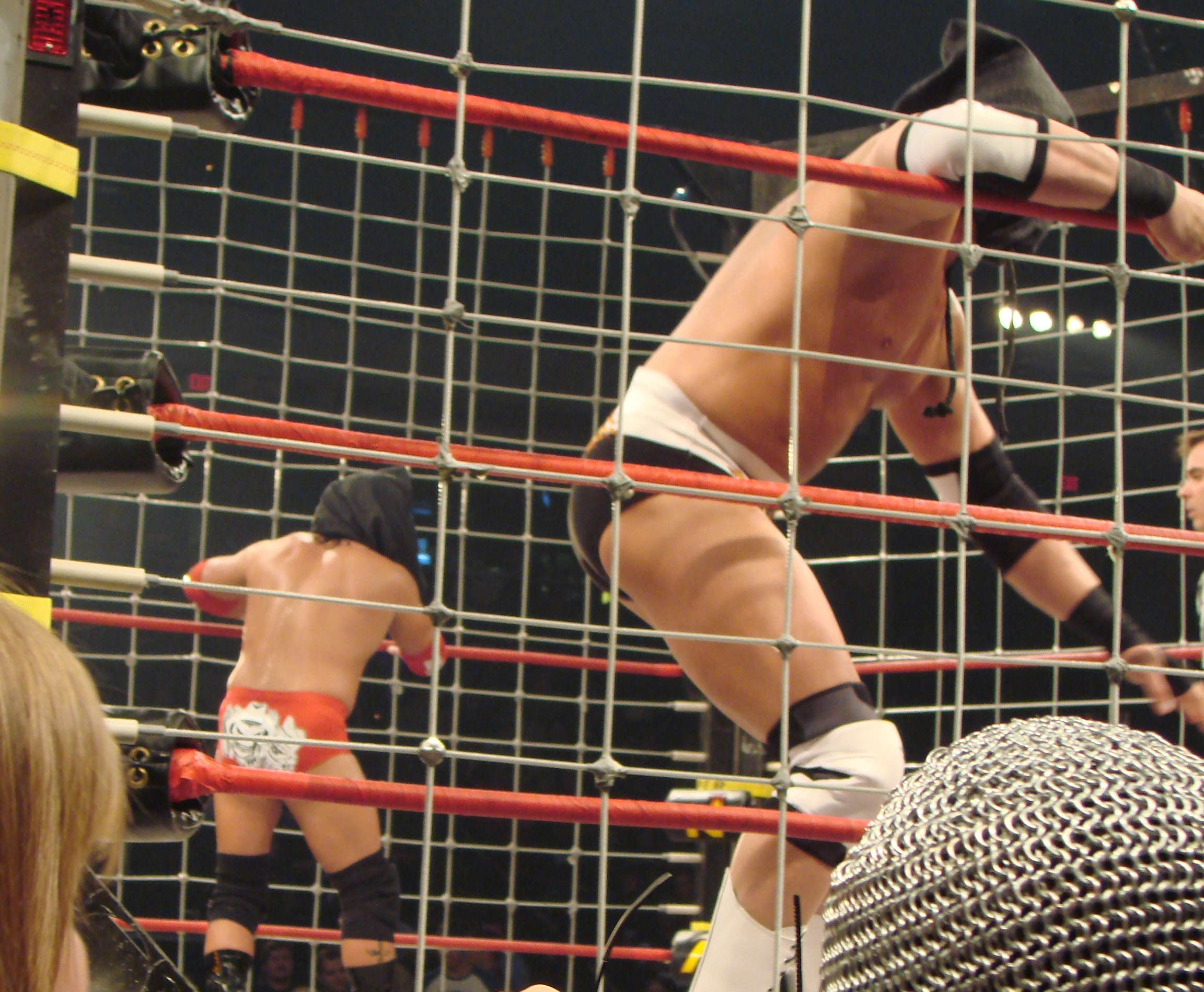
El Blindfold Match entre Storm y Chris Harris fue votado como Peor Lucha del Año por el Wrestling Observer Newsletter.

  - FEW Tag Team Championship (1 vez) – con Chris Harris

- National Wrestling Alliance
  - NWA North American Tag Team Championship (1 vez) – con Shane Eden[3]
  - NWA National Championship (1 vez)
  - NWA World Tag Team Championship (1 vez) – con Eli Drake

- NWA Shockwave
  - NWA Cyberspace Tag Team Championship (1 vez)[113] – con Chris Harris

- Total Nonstop Action Wrestling
  - TNA World Heavyweight Championship (1 vez)[63][64]
  - TNA King of the Mountain Championship (1 vez)
  - TNA World Tag Team Championship (7 veces) – con Bobby Roode (5), Gunner (1) y Abyss (1)
  - NWA World Tag Team Championship (7 veces)[114] – con Chris Harris (6) y Christopher Daniels (1)
  - TNA World Beer Drinking Championship (2 veces)1[3]
  - TNA Asylum Alliance Tag Team Tournament (2003) – con Chris Harris
  - Team 3D Invitational Tag Team Tournament (2009) – con Robert Roode[16]
  - TNA Tag Team Championship Series (2010) – con Robert Roode[33]
  - TNA Joker's Wild (2013)
  - Lucha del Año (2004) con Chris Harris vs. Christopher Daniels & Elix Skipper en Turning Point[115]
  - Equipo del Año (2003–2004) con Chris Harris[115]

- World Wrestling Council
  - WWC World Tag Team Championship (1 vez)2 – con Cassidy Riley[116]

- Pro Wrestling Illustrated
  - Equipo del año (2004) con Chris Harris (America's Most Wanted)[117]
  - Equipo del año (2008) con Robert Roode (Beer Money, Inc.)[118]
  - Equipo del año (2011) con Bobby Roode (Beer Money, Inc.)[119]
  - Situado en el #37 en los PWI 500 de 2011[120]
  - Situado en el #12 en los PWI 500 de 2012[121]

- Wrestling Observer Newsletter
  - Equipo del Año (2005) con Chris Harris
  - Peor Lucha del Año (2006) TNA Reverse Battle Royal en TNA Impact![122]
  - Peor Lucha del Año (2007) vs. Chris Harris en un Six Sides of Steel Blindfold Match en Lockdown

1El campeonato no está oficialmente reconocido por TNA.
2Storm ganó el campeonato con Riley pero lo defendió con Chris Harris.